# Вацек Володимир Августович
Володимир Августович Вацек (нар. 28.08.1893, Російська імперія — пом. 08.09.1986, Українська РСР) — радянський український тренер.

## Кар'єра тренера
У грудні 1925 року очолив новостворений клуб ХПЗ (Харків), який очолював до 1941 року. У 1936 році тренував харківський колектив у період його виступів у Кубку СРСР.

## Досягнення

### Як тренера
ХПЗ (Харків)
- Чемпіонат Харкова
  -  Чемпіон (1): 1935